# Annemarie Hahn
Annemarie Hahn (* 10. Juni 1922 in Görlitz als Annemarie Holz) ist eine deutsche Autorin. Die diplomierte Kunsthistorikerin (Doktorarbeit 1952 über Die Darstellung der bäuerlichen Geselligkeit in der abendländischen Kunst) veröffentlichte neben Fachpublikationen Jugendkrimis wie Gold für Eva Barfuss (1986) oder Die Fahndung läuft (1974). Hahn debütierte 1964 mit dem Jugendbuch Akis bester Trick. Ihr in mehreren Auflagen erschienener Krimi Feuerprobe (1978) wurde 1980 von Peter Lach auch zum Hörspiel bearbeitet und erschien unter anderem mit Manfred Steffen als Sprecher auf einer Schallplatte.
Die Autorin lebt in Gütersloh.